# Антін Кравс
Анті́н Кравс (Антон Краус) (нім. Anton Kraus, 23 листопада 1871, с. Берегомет, нині смт, Вижницький район — 13 листопада 1945, Відень) — український воєначальник, генерал-чотар. У 1919 році — командир армійської групи (Кравса), потім 3-го корпусу.

## Життєпис
Народився 23 листопада 1871 року в селі Берегомет (нині смт, Вижницький район, Чернівецької області, Україна, тоді Вижницький повіт, Герцогство Буковина, Австро-Угорщина) у сім'ї німецького колоніста. Мати — українка.
Закінчив Віденську кадетську школу (1891) та Віденську вищу офіцерську школу. Служив обер-лейтенантом у м. Заліщики в Галичині (Тернопільська область).
У роки Першої світової війни — командант (командир) куреня (батальйону) 58-го Станиславівського та 55-го Бережанського полку на російському та італійському фронтах. Підполковник австрійської армії.
Від грудня 1918 року в Галицькій армії, активний командир бойової групи «Хирів» 8-ї Самбірської бригади 3-го корпусу УГА на польському фронті. Весною 1919 р., безпосередньо перед уведенням Диктатури ЗУНР (у зв'язку з польським наступом ген. Галлера), військовими колами Галицької армії висувалась пропозиція призначити саме Кравса Диктатором як успішного генерала, оскільки Петрушевич не мав військової освіти. В серпні 1919 року — командир (осередньої ІІІ-ї) армійської групи у Київській наступальній операції обох (ГА та Дієвої армії) українських армій, з якою зайняв Київ 30 серпня та утримував його до 31 серпня 1919 (змушений був залишити столицю через натиск денікінців та непорозуміння в наказах з Головним отаманом військ УНР Петлюрою).
Восени 1919 року — командир 3-го корпусу на більшовицькому і денікінському фронтах. Генерал-чотар.
1920 року — командир бригади ЧУГА, приєднався до Армії УНР, командир групи, яка в серпні 1920 року самовільно залишила армію і перейшла (через Покуття і Карпати) до Чехословаччини, перебував у таборах інтернованих частин УГА в Ліберці.
Від 1924 року у Відні, діяч ветеранських товариств УГА, автор спогадів «За українську справу». 1941 року — член Української Генеральної Ради Комбатантів.
Помер 13 листопада 1945 року у Відні.
Похований у Відні на кладовищі Кальксбург (розташування могили: Gruppe 9 Nummer 19).
Не плутати з Альфред Кравсс (Alfred Krauss, 1862-1938, А.-У. генерал часів ПСВ)

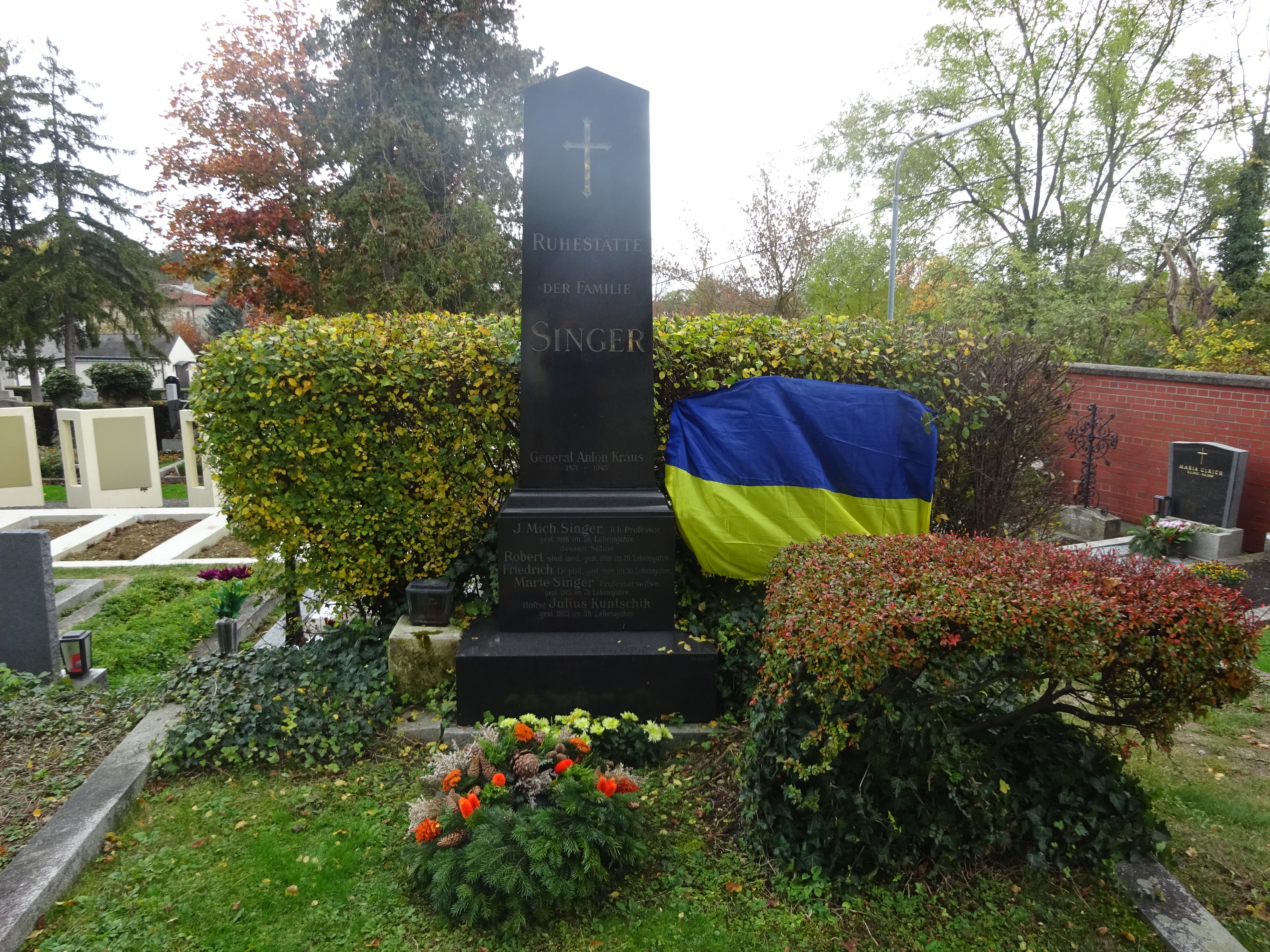
Могила Антіна Кравса

## Вшанування пам'яті

### У Кінематографі
Генерал Кравс зображений у фільмі «Таємний щоденник Симона Петлюри». Проте, на думку київського історика Андрія Руккаса, його постать зображена некоректно. Прізвище перекручене на Кревс. У фільмі подаються як неправдиві відомості стосовно військової частини, з якою Кравс ніби то мав справу в Карпатах, так і абсурд стосовно незрозумілих роз'їздів на самоті та зустрічей з Петлюрою.

## Нагороди
- Ювілейна пам'ятна медаль 1898
- Ювілейний хрест
- Пам'ятний хрест 1912/13
- Медаль «За військові заслуги» (Австро-Угорщина) — нагороджений тричі (бронзова, бронзова з мечами, срібна з мечами).
- Хрест «За військові заслуги» (Австро-Угорщина) 3-го класу з військовою відзнакою і мечами — нагороджений двічі.
- Орден Залізної Корони 3-го класу з військовою відзнакою і мечами
- Орден Леопольда (Австрія), лицарський хрест з військовою відзнакою і мечами
- Військовий Хрест Карла
- Хрест «За вислугу років» (Австрія) 2-го класу для офіцерів (25 років)
- Пам'ятна військова медаль (Австрія) з мечами
- Почесний хрест ветерана війни з мечами

## Роботи
А. Кравс. За українську справу. Спомини про III. корпус У.Г.А. після переходу за Збруч. — Львів : Видавнича кооператива «Червона калина», 1937. — 100 с.